# Antonio Fortún
Antonio Fortún Paesa (Samper de Salz, Zaragoza; 5 de abril de 1945 - Zaragoza; 2 de julio de 1999), pintor español.
Realizó estudios en la Escuela de Artes de Zaragoza, donde se diplomó en Artes Plásticas y Decoración; posteriormente cursó estudios en la facultad de Filosofía y Letras de la Universidad de Zaragoza, donde completó la licenciatura en Historia del Arte.

## Biografía
Fundó los grupos de pintores Intento y Azuda 40 en 1972, los cuales influyeron decisivamente en la reactivación de la creación artística en Zaragoza. Fue codirector de la Galería Kalós junto a Federico Torralba Soriano (profesor emérito de Historia del Arte de la Universidad de Zaragoza) y asimismo dirigió la galería de arte Atenas. Ambas galerías tuvieron también un papel protagonista en la apertura de Zaragoza a los circuitos y las tendencias artísticas de vanguardia.
Viajó por toda Europa, norte de África, Asia y Estados Unidos. Autor de una rica bibliografía, realizó varias publicaciones entre las que destaca su tesis de licenciatura, diversas publicaciones acerca del escultor aragonés Pablo Gargallo, y muy numerosos artículos especializados.
Cultivó fundamentalmente la pintura, en varias técnicas como el óleo, temple, acrílico así como la acuarela utilizando en combinación la tinta china. También realizó collages con un estilo muy personal. Realizó serigrafías y otros tipos de grabado. En cuanto a piezas escultóricas realizó bodegones y esmaltes en cerámica, en consonancia con sus estilos pictóricos.
Realizó exposiciones individuales en España, Italia y Marruecos, y en forma colectiva en España, Italia, Francia, Japón, Marruecos y la República Checa.
Se conservan obras de este autor en distintos museos y colecciones de España y el mundo: en el Museo de la Bienal en Venecia (Italia), Lausana (Suiza), Malabo (Guinea Ecuatorial) y Arcila (Marruecos), así como en la Universidad de Búfalo y en la de San Francisco en Estados Unidos.
Desde 2002 la Fundación Torralba-Fortún tiene entre sus objetivos llevar a cabo actividades de exposición y difusión de la obra de Antonio Fortún. Entre las realizadas se encuentra la publicación en 2009 del libro La conexión imaginativa de Antonio Fortún.